# Kruis van Agadès
Het Arabisch ogende kruis van Agadès of "dadelkruis" stelt het zuiderkruis voor en was het symbool van de Franse Orde van Verdienste voor de Sahara. 
Het kruis heeft drie in plaats van de gebruikelijke vier punten. Het heeft enige gelijkenis met de bloei van de in Noord-Afrika groeiende dadelpalm, de Phoenix dactylifera.